# Pal·ladi Calvet
Pal·ladi Calvet (Cornellà del Terri, s. XIV - Peníscola, 1419), també anomenat Patllari Calbet, va ser un monjo benedictí català, conegut per haver participat en un complot per assassinar el papa d'Avinyó Benet XIII.
Va néixer a la població de Cornellà del Terri (Pla de l'Estany) durant la segona meitat de segle XIV. Eventualment va esdevenir monjo benedictí del monestir de Sant Esteve de Banyoles. Addicionalment, va ser sagristà major de l'abadia d'Arles i procurador del seu abat.
El 1418 es va veure implicat en l'intent d'assassinat de papa Benet XIII de la línia d'Avinyó, durant el Cisma d'Occident. El papa tenia ja 90 anys i vivia instal·lat a la fortalesa de Peníscola. Aquell any va arribar un llegat del papa de Roma, Martí V, que va intentar obtenir l'obediència de Benet XIII oferint-li a canvi una sèrie de beneficis, però la proposta va ser rebutjada.
En aquell moment es va ordir un complot contra el papa Luna, el llegat va oferir 20.000 florins a Calvet per participar en l'assassinat de Benet XIII administrant-li un verí. Calvet era bon coneixedor de les herbes i les conserves, comunicant-se a través d'un anònim vicari de Saragossa, va subministrar al canonge Domingo d'Álava, cubiculari del papa, el verí per enverinar uns dolços que Benet XIII sovint menjava, que li preparaven les comunitats monàstiques del voltant de Peníscola.
El papa va estar consumint aquests dolços, va emmalaltir i va estar entre la vida i la mort, però finalment va curar-se gràcies a una fórmula magistral del seu metge de cambra, Jerónimo de Santa Fe, tot i que mai es va recuperar totalment. El complot es va descobrir i es va obrir un procés contra els responsables, a més l'escàndol va esquitxar el llegat del papa de Roma, al qual se li va imputar l'organització del complot, tot i que mai va poder-se provar la seva implicació. El procés, iniciat l'1 de març de 1419 i va acabar amb la seva condemna com a enverinador i nigromant de ser cremat a la foguera a la platja de Peníscola, propera a la fortalesa.